# Redondela
Redondela es una villa y un municipio español situado en la provincia de Pontevedra, en Galicia, y que se integra en el área metropolitana de Vigo (ente supramunicipal del que Redondela es uno de los municipios fundadores), en la comarca de Vigo.
El término municipal tiene una extensión de 51,9 km² y su población es de 28 976 habitantes (INE 2024), siendo el cuarto municipio más poblado de la provincia, tras Vigo, Pontevedra y Villagarcía de Arosa. El término municipal está situado entre las dos primeras, y la villa dista 13 km de Vigo y 20 de Pontevedra.

## Geografía
Integrado en la comarca de Vigo, se sitúa a 19 kilómetros de Pontevedra. El municipio está emplazado en el suroeste de Galicia, en el margen sur de la ría de Vigo, junto a la ensenada de San Simón, donde se encuentra el archipiélago homónimo y desemboca el río Alvedosa. Su superficie es de 52,1 km².
Los municipios limítrofes son:
| Noroeste: Ría de Vigo | Norte: Sotomayor | Nordeste: Sotomayor      |
| Oeste: Ría de Vigo    |                  | Este: Pazos de Borbén    |
| Suroeste: Vigo        | Sur: Mos         | Sureste: Pazos de Borbén |

El término municipal está atravesado por la autopista del Atlántico (AP-9), por las carreteras nacionales N-550 (La Coruña-Tuy), N-552 (Redondela-Vigo) y N-555 (carretera de acceso al aeropuerto de Vigo), y por carreteras locales que permiten la comunicación entre las parroquias y con los municipios vecinos de Sotomayor, Pazos de Borbén, Mos y Vigo.
Esta villa es atravesada por el río Alvedosa y el rego das Maceiras.

### Morfología urbana

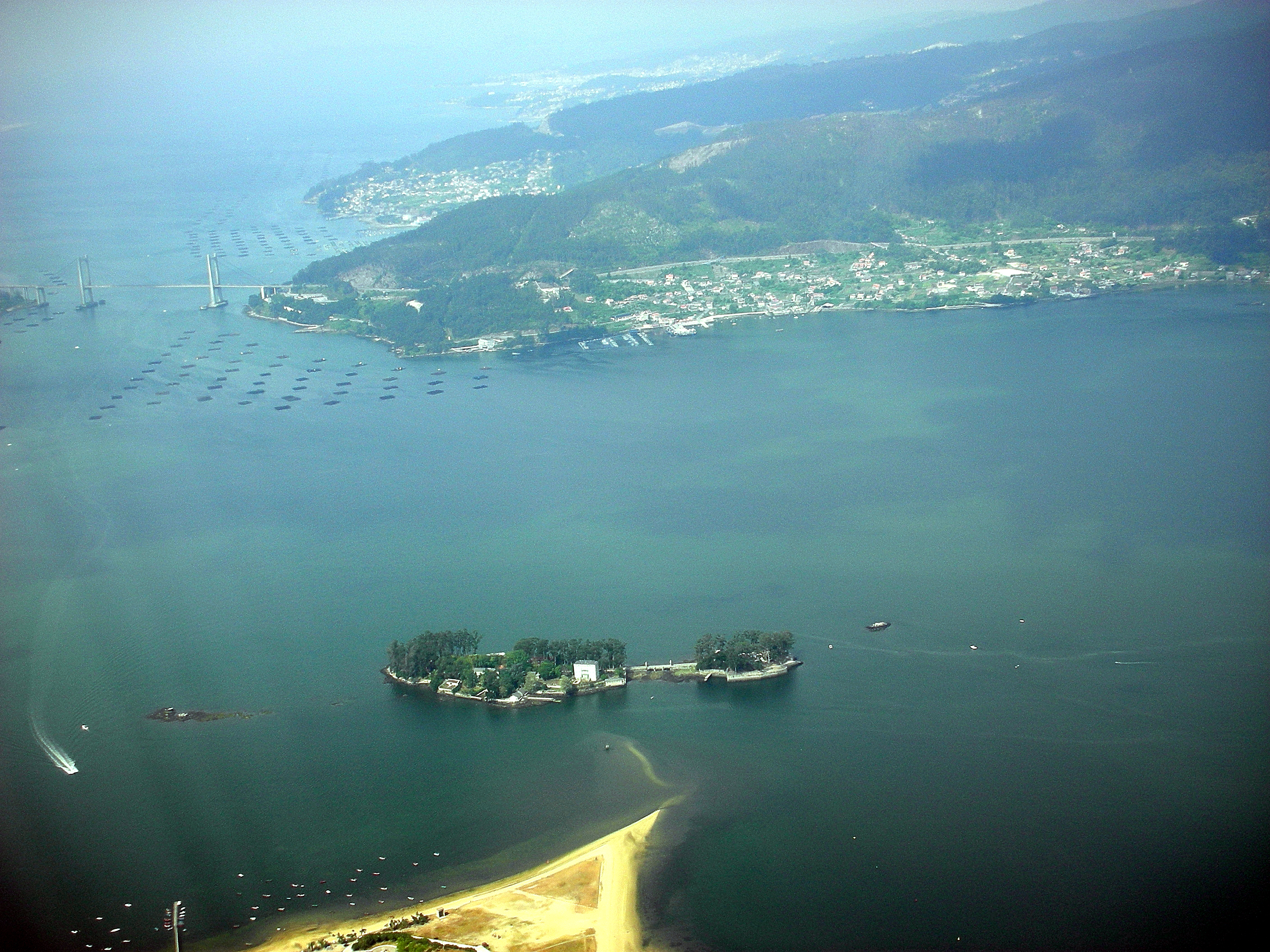
Redondela está localizada en la Ría de Vigo (isla de San Simón y el puente de Rande)

El origen de la villa de Redondela tiene lugar sobre dos núcleos de población diferenciados. Un primer núcleo, denominado Vilavella, nacería situado donde actualmente se encuentra el convento homónimo. Así, aprovechando las buenas condiciones agrarias que ofrecía la confluencia de los ríos Alvedosa y Maceiras, así como la localización del núcleo en el cruce de la antigua carretera romana que comunicaba Tuy con Pontevedra, y el camino de Bayona, nacería el núcleo de Redondela. Siglos más tarde, alrededor del siglo XIII, surgiría un segundo núcleo de población conocido como Redondela Nova o Vilanova alrededor de la marisma, como pueblo mayoritariamente pesquero, y prueba de este hecho es la localización de la plaza de Abastos, el estuario de Redondela, la cofradía de Pescadores y el mismo puerto.
Históricamente, y hasta la creación del partido judicial de Redondela, Redondela Vella o Vilavella pertenecía a la diócesis de Tuy, mientras que el resto de las parroquias, junto con Redondela Nova, pertenecían a la archidiócesis católica latina de Santiago de Compostela.
Cornide Saavedra, en su descripción circunstancial de la costa gallega, definió Redondela en 1764 como:

"A dos leguas de Ponte de San Paio, sobre un pequeño río, está situado el puerto de Redondela, en el que sólo pueden entrar los barcos de pescadores. La villa está sobre un río poco más arriba de la barra en un sitio muy delicioso y abundante en todo tipo de frutos. Tiene cuatrocientos vecinos, entre los que hay algunos mogardos de buena esgrevia, nobleza, muchos pescadores matriculados, y algunos menesterales y campesinos."

### Parroquias
El término municipal comprende 47 entidades de población agrupados en trece parroquias. La mayoría de las parroquias son marcadamente rurales, aunque el crecimiento del centro urbano está transformando las parroquias circundantes en mixtas o rurrurbanas.
Parroquias que forman parte del municipio:
- Cabeiro (San Juan)
- Cedeira (San Andrés)
- Cesantes (San Pedro)
- Chapela (San Fausto)
- Negros (San Esteban)
- Viso[4]
- Quintela (San Mamed)
- Reboreda (Santa María)
- Redondela (Santiago)
- Sajamonde[4]
- Trasmañó (San Vicente)
- Ventosela (San Martín)
- Vilar de Infesta (San Martín)

Redondela es la parroquia más pequeña a nivel de superficie y donde se localiza la capital municipal. La parroquia más poblada es Chapela y la de mayor superficie, Reboreda.

### Clima
El clima es de carácter oceánico, con inviernos suaves y lluviosos y veranos calurosos pero no extremos, ya que las temperaturas no suelen superar los 35 grados.
El mar que baña las costas redondelanas ejerce una acción suavizadora del clima, reduciendo la diferencia de temperaturas estivales e invernales.
| Parámetros climáticos promedio de Observatorio del aeropuerto de Vigo (municipio de Redondela) (255 m s. n. m.) (Periodo de referencia: 1991-2020, extremas: 1956-presente) | Parámetros climáticos promedio de Observatorio del aeropuerto de Vigo (municipio de Redondela) (255 m s. n. m.) (Periodo de referencia: 1991-2020, extremas: 1956-presente) | Parámetros climáticos promedio de Observatorio del aeropuerto de Vigo (municipio de Redondela) (255 m s. n. m.) (Periodo de referencia: 1991-2020, extremas: 1956-presente) | Parámetros climáticos promedio de Observatorio del aeropuerto de Vigo (municipio de Redondela) (255 m s. n. m.) (Periodo de referencia: 1991-2020, extremas: 1956-presente) | Parámetros climáticos promedio de Observatorio del aeropuerto de Vigo (municipio de Redondela) (255 m s. n. m.) (Periodo de referencia: 1991-2020, extremas: 1956-presente) | Parámetros climáticos promedio de Observatorio del aeropuerto de Vigo (municipio de Redondela) (255 m s. n. m.) (Periodo de referencia: 1991-2020, extremas: 1956-presente) | Parámetros climáticos promedio de Observatorio del aeropuerto de Vigo (municipio de Redondela) (255 m s. n. m.) (Periodo de referencia: 1991-2020, extremas: 1956-presente) | Parámetros climáticos promedio de Observatorio del aeropuerto de Vigo (municipio de Redondela) (255 m s. n. m.) (Periodo de referencia: 1991-2020, extremas: 1956-presente) | Parámetros climáticos promedio de Observatorio del aeropuerto de Vigo (municipio de Redondela) (255 m s. n. m.) (Periodo de referencia: 1991-2020, extremas: 1956-presente) | Parámetros climáticos promedio de Observatorio del aeropuerto de Vigo (municipio de Redondela) (255 m s. n. m.) (Periodo de referencia: 1991-2020, extremas: 1956-presente) | Parámetros climáticos promedio de Observatorio del aeropuerto de Vigo (municipio de Redondela) (255 m s. n. m.) (Periodo de referencia: 1991-2020, extremas: 1956-presente) | Parámetros climáticos promedio de Observatorio del aeropuerto de Vigo (municipio de Redondela) (255 m s. n. m.) (Periodo de referencia: 1991-2020, extremas: 1956-presente) | Parámetros climáticos promedio de Observatorio del aeropuerto de Vigo (municipio de Redondela) (255 m s. n. m.) (Periodo de referencia: 1991-2020, extremas: 1956-presente) | Parámetros climáticos promedio de Observatorio del aeropuerto de Vigo (municipio de Redondela) (255 m s. n. m.) (Periodo de referencia: 1991-2020, extremas: 1956-presente) |
| Mes | Ene. | Feb. | Mar. | Abr. | May. | Jun. | Jul. | Ago. | Sep. | Oct. | Nov. | Dic. | Anual |
| --- | --- | --- | --- | --- | --- | --- | --- | --- | --- | --- | --- | --- | --- |
| Temp. máx. abs. (°C) | 21.8 | 27.6 | 28.1 | 29.6 | 33.6 | 38.6 | 39.7 | 40.8 | 36.9 | 32.6 | 24.6 | 23.2 | 40.8 |
| Temp. máx. media (°C) | 12.2 | 13.6 | 16.0 | 17.3 | 19.8 | 22.7 | 24.9 | 25.2 | 23.2 | 19.4 | 14.9 | 12.7 | 18.5 |
| Temp. media (°C) | 8.9 | 9.7 | 11.7 | 12.9 | 15.3 | 18.0 | 19.9 | 20.2 | 18.5 | 15.4 | 11.5 | 9.5 | 14.3 |
| Temp. mín. media (°C) | 5.6 | 5.8 | 7.4 | 8.5 | 10.7 | 13.2 | 14.8 | 15.0 | 13.8 | 11.4 | 8.1 | 6.4 | 10.1 |
| Temp. mín. abs. (°C) | -4.0 | -5.0 | -3.0 | -0.2 | 2.0 | 4.6 | 7.6 | 7.2 | 5.0 | 1.0 | -0.8 | -3.4 | -5.0 |
| Precipitación total (mm) | 222 | 143 | 153 | 150 | 113 | 56 | 40 | 48 | 95 | 208 | 236 | 231 | 1696 |
| Días de precipitaciones (≥ 1 mm) | 14.4 | 11.2 | 12.2 | 12.8 | 10.7 | 6.7 | 4.8 | 5.2 | 7.6 | 12.5 | 13.5 | 14.4 | 126.2 |
| Días de nevadas (≥ 0.01 mm) | 0.0 | 0.0 | 0.1 | 0.1 | 0.0 | 0.0 | 0.0 | 0.0 | 0.0 | 0.0 | 0.0 | 0.0 | 0.2 |
| Horas de sol | 108 | 133 | 180 | 204 | 236 | 273 | 294 | 282 | 213 | 155 | 111 | 102 | 2301 |
| Humedad relativa (%) | 84 | 77 | 73 | 73 | 72 | 71 | 71 | 71 | 74 | 80 | 85 | 85 | 77 |
| [cita requerida] | | | | | | | | | | | | | |

### Orografía

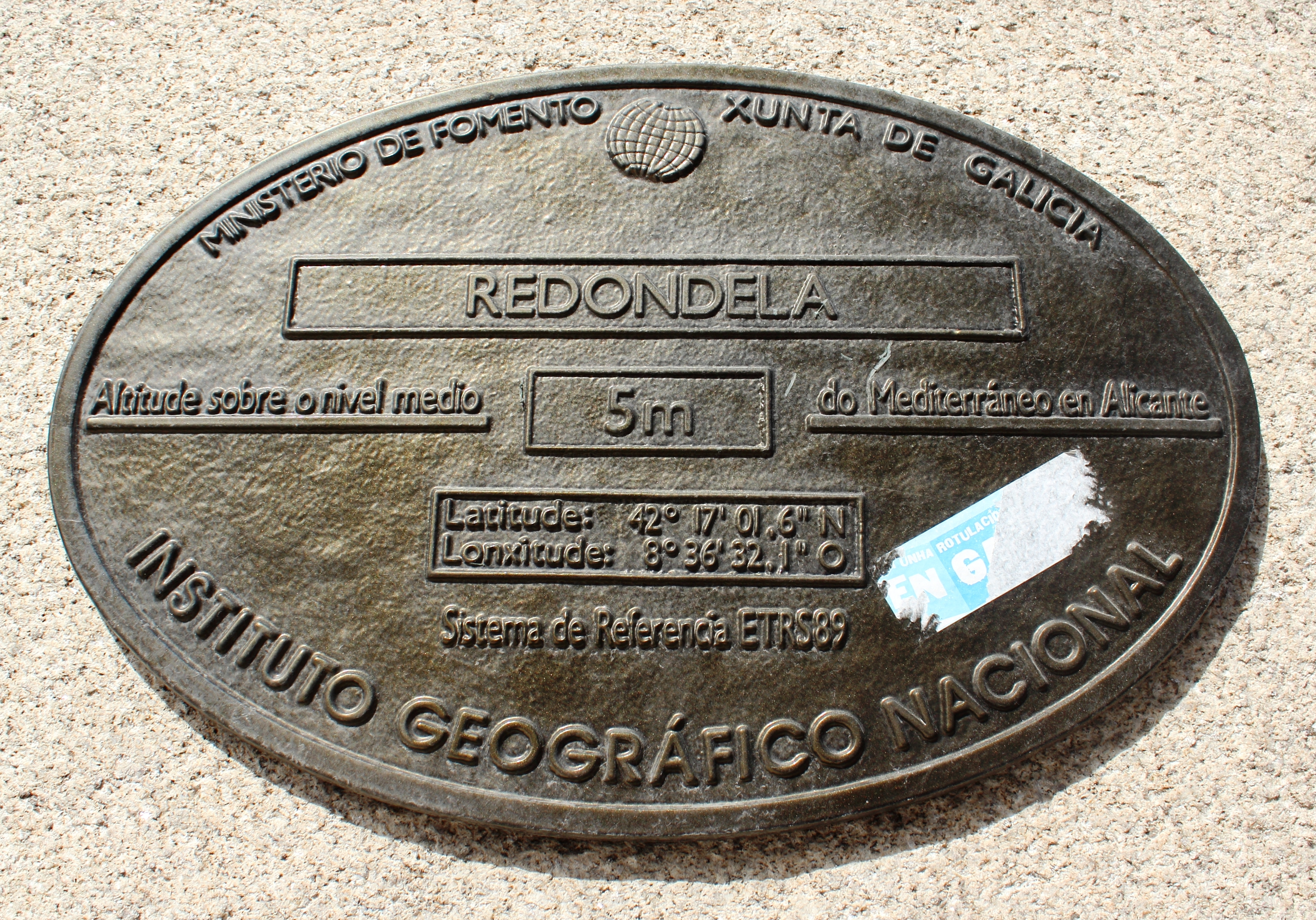
Latitud: 42º17'01,6" N
Longitud 8º36'32,1" O
Altitud sobre el nivel medio del mar: 5 m

La orografía de Redondela es bastante irregular debido a la tectónica y por encontrarse en una zona de transición. El relieve alterna elevaciones y depresiones del terreno, aunque no existen sin embargo grandes picos o montañas debido a la gran erosión. Las parroquias de Cedeira y Trasmañó son las que atesoran mayor altitud.
Se puede dividir el relieve del municipio en tres franjas que lo atraviesan longitudinalmente:

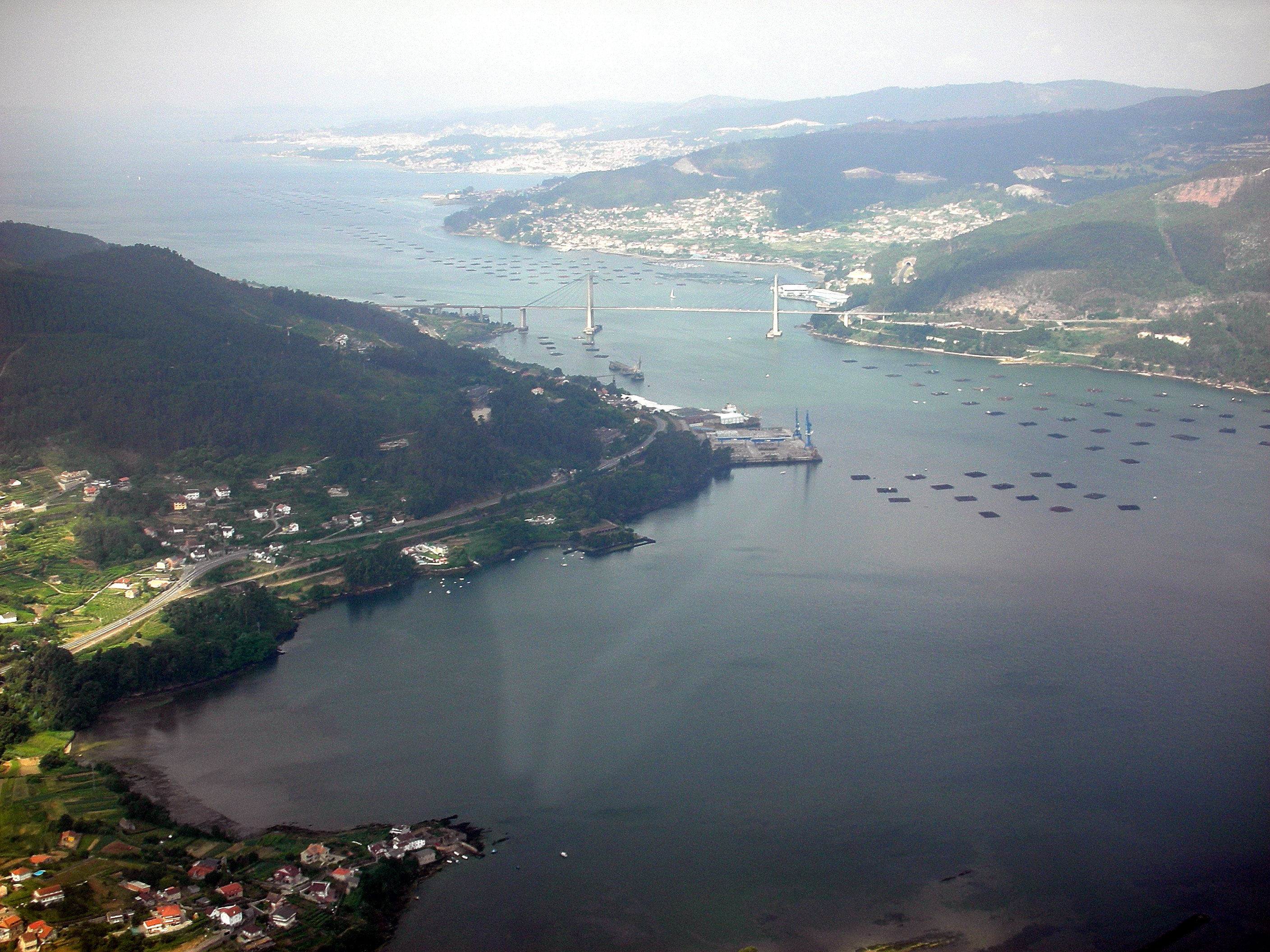
El estrecho de Rande y el puente homónimo sobre él

- La franja costera, sigue la línea de costa. Es irregular, alternando arenales como los de la playa de Cesantes o la de Arealonga, en Chapela, con zonas de acantilados como en las inmediaciones del estrecho de Rande, en la parroquia de Trasmañó.
- La franja central, que se encuentra en el territorio de la Depresión Meridiana. Coto Ferreira (449 m) y pico de San Vicente (448 m) son los lugares de más altitud en esta franja, cuya altura media abarca desde los 200 a los 400 m.
- La franja oriental, que es la más interior, limita con los municipios de Pazos de Borbén y Fornelos de Montes, más montañosos que el de Redondela. En esta franja los picos más altos son, respectivamente, la Poza da Rega (442 m), el Monte Picapedroso (432 m) y el Penedo das Cancelas (382 m).

El monte de la Peneda, en Viso, con 329 m de altitud, es una elevación de terreno que a pesar de no ser una de las más importantes, se erige en solitario en medio de un valle, siendo distintivo del terreno que lo rodea. Así mismo, el monte de Baltar alberga desde 2008 una estación meteorológica. La altitud oscila entre los 449 m (Coto Ferreira), al suroeste, y el nivel del mar. El pueblo se alza a 17 m sobre el nivel del mar.

## Demografía
Redondela cuenta con una población de 28 976 habitantes (INE 2024).
| Gráfica de evolución demográfica de Redondela entre 1842 y 2021                                                     |
| |
| Población de derecho según los censos de población del INE Población de hecho según los censos de población del INE |

## Cultura

### Fiestas y festivales
Estas son algunas de las más destacadas:

#### Festa da Coca

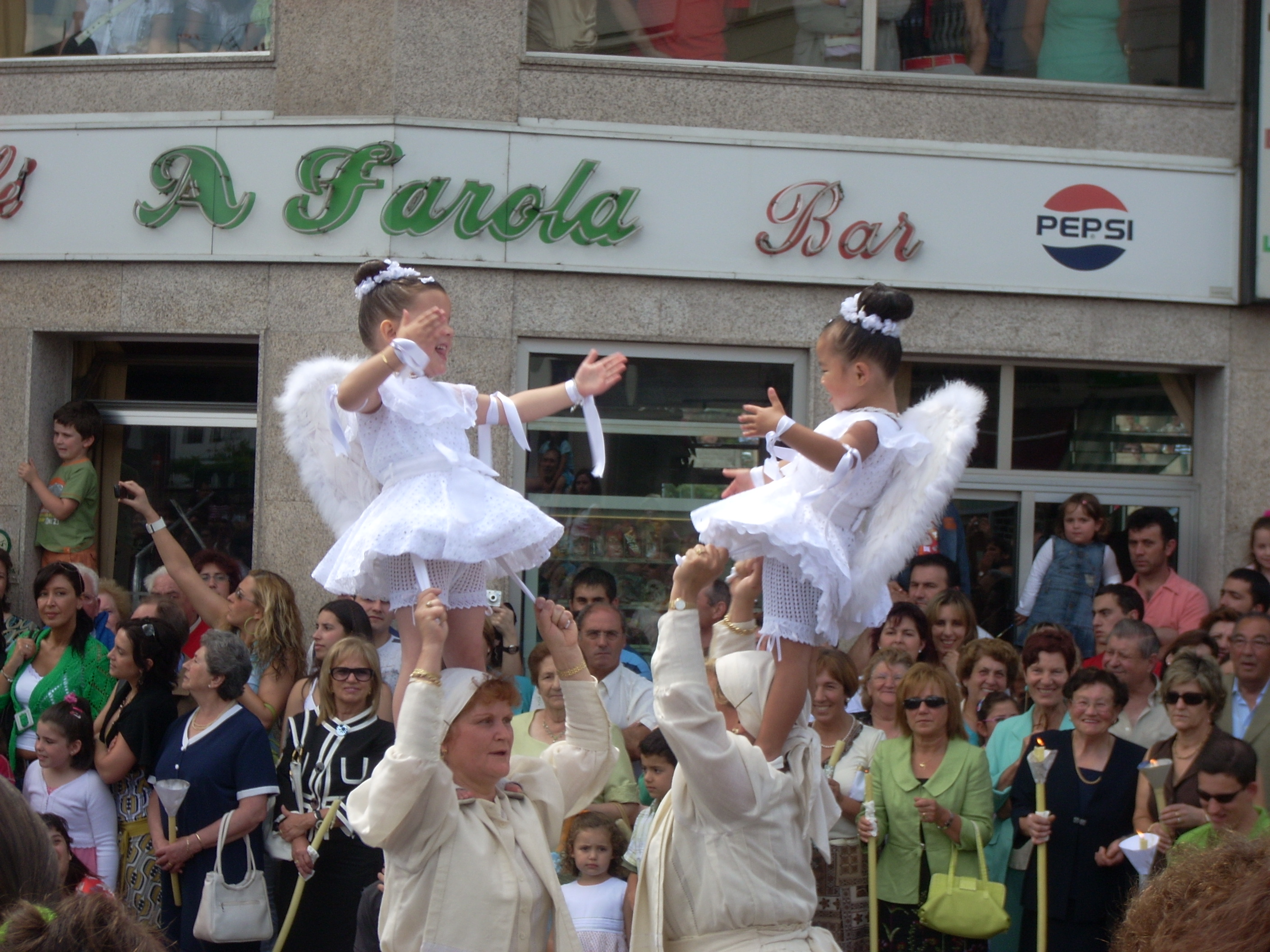
Las penlas bailando

#### Festa do Choco
Fiesta de exaltación del choco (Sepiida) que se celebra anualmente el segundo domingo de mayo. Comenzó a celebrarse en los años 80 y en sus últimas ediciones logró reunir a más de 30 000 personas que consumieron 5000 kilos del cefalópodo. La fiesta, que coincide en la época en la que hay más presencia de este producto, tiene como eje central una gran carpa situada en la Alameda.
Debido a la importancia del choco para Redondela, los habitantes de esta localidad son conocidos popularmente como “choqueiros” o “choqueiras”.

#### Entroido de verán
El Entroido de verán o Carnaval de verano es una fiesta que se celebra en el centro de Redondela desde 1998. Empezó siendo una iniciativa de los empresarios locales para mejorar la economía de los negocios de la urbe, pero hoy en día es una fiesta que acoge a unas 30 000 personas.
Se celebra siempre el tercer sábado de agosto y trae consigo una jornada de música, DJ´s, DragQueens y fiesta.

#### Redondela en Curto
Festival Internacional de Cortometrajes y Películas de animación, dirigido por Fernando Carreira, y del que ya se llevan celebrado 9 ediciones. Las proyecciones tienen lugar en el Multiusos de Redondela y los asistentes pueden de votar por los cortos. Las recaudaciones se donan para fines benéficos.

#### Lixorrock
El Lixorrock (lixo en gallego significa basura) es un festival de música al aire libre, en el que participan grupos musicales locales.

#### Otras celebraciones y festivales
- Entroido - Carnaval
- Festival Internacional de Títeres de Redondela - Redondela Finales de mayo y principios de junio
- Festival Millo Verde- "Redondela" Principios de junio
- Teatrarte - Redondela - Festival de Teatro
- Nadal Cultural - Redondela Navidad
- Noites Máxicas dos Viaductos - Redondela verano
- Noite da Lúa Meiga - O Viso. Redondela. Último sábado de agosto - Folk y música tradicional.
- Musicarte - Redondela septiembre - Festival de Música y Otras Artes
- Festa do Samaín - Redondela 31 de octubre
- Fiesta da Oreja - Cedeira diciembre
- Fiesta de la Manzana - San Estevo de Negros Primer fin da semana de octubre
- Fiesta del Marinero - Cesantes
- Fiesta del Mejillón - Chapela septiembre
- Fiesta de las Angustias
- Festa de Santa María de Reboreda - Reboreda Mediados de agosto
- Fiesta del Carmen - Chapela Finales de julio
- Fiesta de las Dolores - El Viso - Primer fin de semana de septiembre

### Medios de comunicación
Existe la municipal Radio Redondela 94.9 Fm
Existe una tradición de diferentes periódicos que se remonta al año 1883. A continuación los periódicos publicados desde el año 1883 hasta la etapa de la segunda República, donde esporádicamente la intelectualidad surgió dando forma, en este caso escrita, a los diferentes acontecimientos político-sociales. Destacar que por vez primera se registran periódicos escritos en lengua gallega.

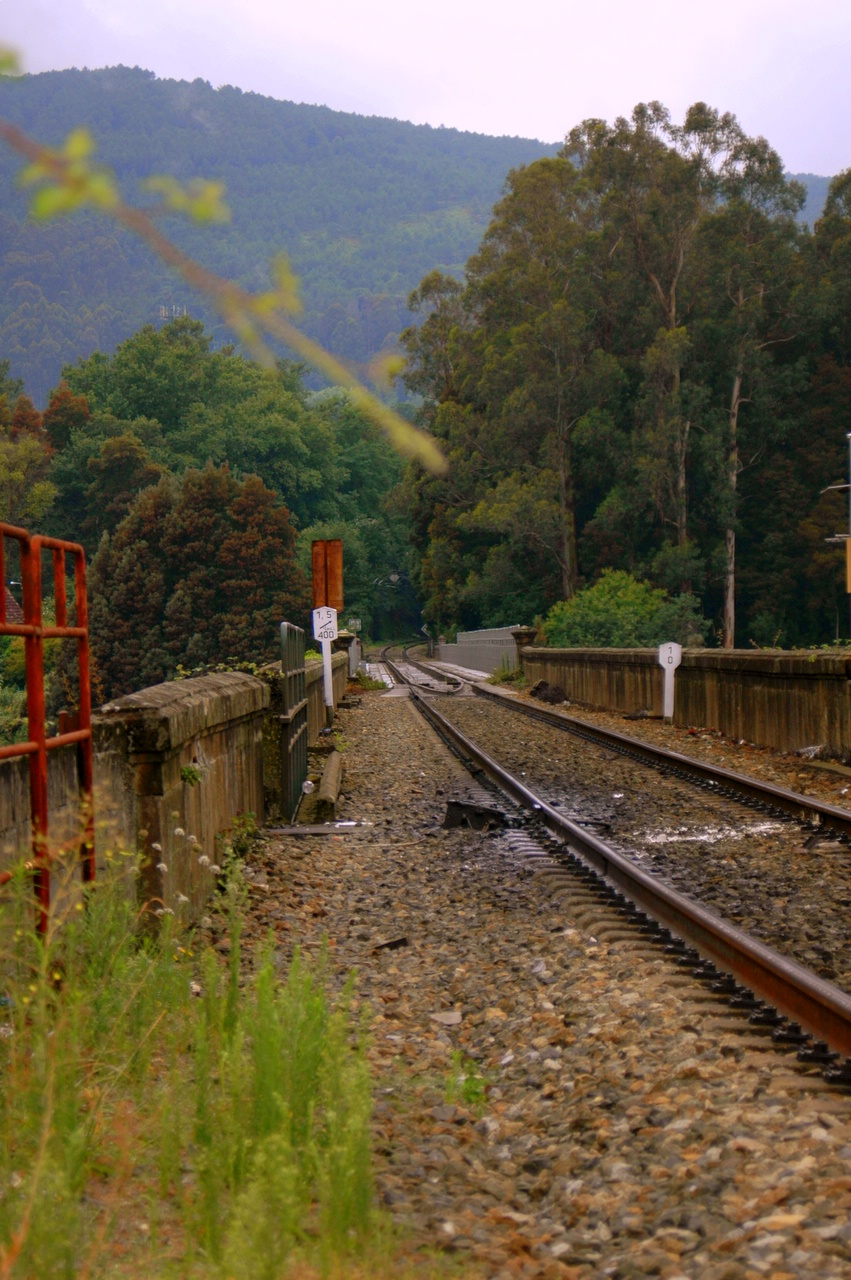
Vía del tren de Redondela

1883 - "El eco de Redondela" Sus redactores eran Jacinto Mos, Manuel Mos y Juan Otero Milleiro. Administrador: Pedro Otero.
1884 - "El Alvedosa" Sus redactores: Juan José Crespo, Antonio Orellana, Fernando Alfaya Pérez, Ramón Lorenzo.
1887 - "La Escoba" Redactores: Antonio Orellana.
1892 - "La voz del pueblo" Redactores: Buenhijo Pérez Sobrino, propietario de la primera imprenta que hubo en Redondela.
1894 - "La propaganda" Redactores: Antonio Orellana, Pedro Fontela, Felipe Cordero y Buenhijo Pérez Sobrino. Su director fue Fernando González.
1895 - "El Pueblo" Redactores: José da Cal, Antonio Otero, Juan Otero Milleiro, Buenhijo Pérez Sobrino, Serafín Reboredo, Ramón Ancoechea, Fernando González. Administrador: Serafín Rebolledo Blanco.
1895 - "La Verdad" Redactores: Isidoro Queimaliños y Amador Pérez Sobrino.
1898 - "El progreso"
1902 - "La Idea" Redactores: Manuel Amoedo Seoane, Juan Amoedo Seoane, Manuel Cacheiro, Claudio Contreras, Juan Otero Milleiro, Antonio Garrido. Director: Buenhijo Pérez Sobrino.
1902 - "El Contribuyente" Redactores: Juan Otero Milleiro, Antonio Garrido. Director: Alejo Red Soto.
1906 - "Gente Nueva" Redactores: Antonio Orellana y Telmo Bernárdez.
1909 - "La Opinión" Redactores: Juan Amoedo, Antonio Orellana, Telmo Bernárdez, Claudio Contreras. Director: Heliodoro Rivas.
1912 - "La Cigarra" Revista literaria.
1915 - "Pimienta y Mostaza"Dirigido por Fernando González.
1917 - "Ecos Del Distrito" Fue el sucesor de "Pimienta y Mostaza", con el mismo director
1918 - "La Razón"
1923 - "Tramancos" Redactores: Rogelio Rivero, Mario Canda y otros que firmaban con pseudónimo, como "Mexete", "Ante-eo", "Xan dos Zocos", "O Demo d`os Tras", "Choco", "Cantiño". Director: Amador Pérez Sousa.
1931 - "El Soplete" Redactores: Generoso Muiños Blanco, Antonio Criado, Luis Míguez Extemadouro, Antonio Extremadouro. Direitor: Amador Pérez Sousa. Este periódico surge combinando las dos lenguas, gallego y castellano.
1933 - "TERRA!" Portavoz del Grupo Galleguista de Redondela. Su presidente era Francisco Pereira Fernández y tenía como colaboradores a Xosé Mª Blanco Alfaya y Avelino Cal.
Los periódicos que se publicaban en la segunda República quedaron clausurados y prohibidos después de la sublevación militar.

## Administración y política

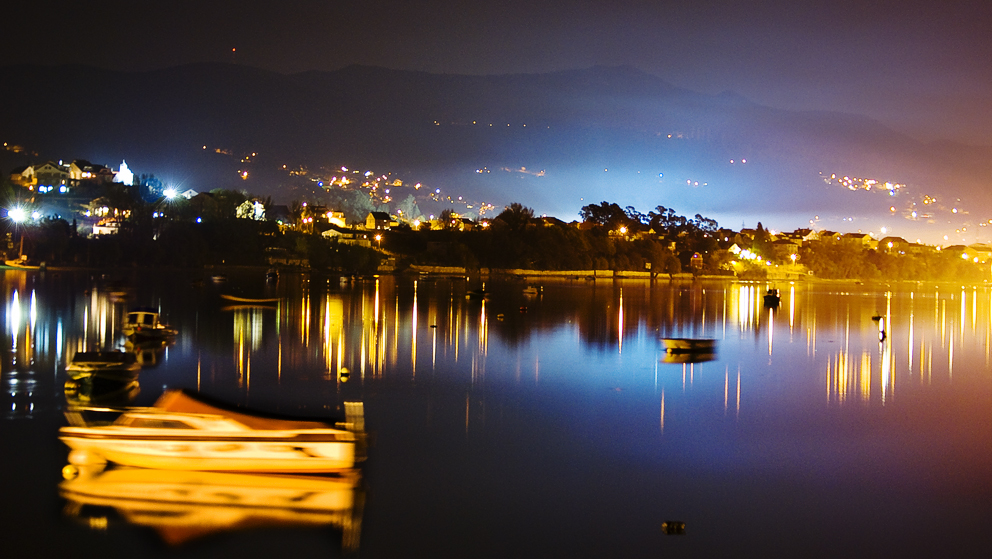
Puerto de Cesantes

La corporación municipal de Redondela, formada por 21 ediles, siempre se caracterizó por una amplia pluralidad, por lo que el gobierno es fruto de pactos postelectorales desde las primeras elecciones democráticas. El primer alcalde constitucional fue Xaime Óscar Máximo Rei Barreiro (Unidade Galega en 1979 y PSOE a partir de 1983), quien se mantuvo al frente de la alcaldía desde 1979 a 2011 en diferentes coaliciones con BNG y EU, con un breve paréntesis entre 1996 y 1999 en que fue sustituido por Amado Ricón (PPdeG) tras una moción de censura. El PPdeG gobernó desde el 11 de julio de 2011 hasta el 15 de julio de 2019, cuando Digna Rivas, del PSOE, fue proclamada como alcaldesa en un gobierno de coalición junto a AER.
| Periodo   | Nombre             | Partido | Partido                                         |
| --------- | ------------------ | ------- | ----------------------------------------------- |
| 2003-2011 | Xaime Rei Barreiro |         | Partido dos Socialistas de Galicia (PSdeG-PSOE) |
| 2011-2019 | Javier Bas         |         | Partido Popular de Galicia (PPdeG)              |
| 2019-act. | Digna Rivas        |         | Partido dos Socialistas de Galicia (PSdeG-PSOE) |

| Partido político                                | 2023  | 2023  | 2023       | 2019  | 2019  | 2019       | 2015  | 2015  | 2015       | 2011  | 2011  | 2011       | 2007  | 2007  | 2007       |
| Partido político                                | %     | Votos | Concejales | %     | Votos | Concejales | %     | Votos | Concejales | %     | Votos | Concejales | %     | Votos | Concejales |
| Partido Popular de Galicia (PPdeG)              | 44,58 | 6920  | 10         | 37,31 | 6029  | 9          | 37,95 | 6047  | 9          | 41,87 | 6635  | 10         | 33,46 | 4810  | 8          |
| Partido dos Socialistas de Galicia (PSdeG-PSOE) | 32,33 | 5018  | 7          | 32,53 | 5256  | 7          | 26,63 | 4244  | 6          | 31,32 | 4962  | 8          | 30,69 | 4413  | 8          |
| Bloque Nacionalista Galego (BNG)                | 16,12 | 2503  | 3          | 8,20  | 1325  | 2          | 7,38  | 1176  | 1          | 10,36 | 1642  | 2          | 13,30 | 1912  | 3          |
| Agrupación de Electores de Redondela (AER)      | 5,52  | 858   | 1          | 13,39 | 2164  | 3          | 17,80 | 2837  | 4          | 5,25  | 832   | 1          | —     | —     | —          |
| Podemos-Redondela Pode-Esquerda Unida (EU)      | —     | —     | —          | 4,50  | 728   | 0          | 5,33  | 849   | 1          | 1,66  | 263   | 0          | 4,40  | 632   | 0          |
| Partido Galeguista Demócrata (PGD)              | —     | —     | —          | —     | —     | —          | —     | —     | —          | 3,98  | 631   | 0          | 11,07 | 1591  | 2          |

## Monumentos y lugares de interés

### Los viaductos de Redondela
La marca característica de la villa es su cielo presidido por dos grandes viaductos ferroviarios construidos en el siglo XIX: el Viaducto de Madrid y el Viaducto de Pontevedra. Desde 1978 ambos están catalogados como Bien de Interés Cultural. Su estampa tradicional ha motivado que Redondela sea conocida como la "Villa de los Viaductos".
El más antiguo es el Viaducto de Madrid. Su construcción combinó la técnica entonces vanguardista del hierro forjado, metal con el que está hecho el tablero y la estructura de celosía sobre la que se sostiene y la tradicional cantería de los pilares sobre los que descansa todo el entramado metálico. Su construcción se inició en 1872 y fue inaugurado el 30 de junio de 1876. Tiene una longitud de 255,89 m. Desde hace décadas se cuenta en Redondela que uno de los subcontratistas de esta obra, llamado Pedro Floriani, se arrojó del viaducto cuando le dijeron que no cobraría porque no estaba bien hecho y no podría entrar en servicio. Floriani no llegó a morir en su tentativa de suicidio aunque sí poco tiempo después, pero pudo ver los trenes circular por el viaducto.
El viaducto de Pontevedra, se inauguró el 30 de junio de 1884, como prolongación del trazado de Pontevedra hasta Redondela y Vigo. Más corto que el viaducto de Madrid, el de Pontevedra se diferencia también en que el tablero metálico está soportado sobre pilares metálicos. En 1899, con la apertura del tramo Carril-Pontevedra, será posible viajar desde Santiago a Vigo o desde Santiago a Madrid.

### Patrimonio
Una de las características del municipio es la abundancia de elementos patrimoniales, tanto de carácter civil como religioso, entre los que destacan los pazos y las iglesias parroquiales o el convento de Vilavella y elementos de la arquitectura popular de carácter religioso como cruceiros y petos de ánimas o de naturaleza civil como hórreos.
El inventario de cruceiros y petos de ánimas en el ayuntamiento de Redondela es el siguiente:
- Reboreda: 10 cruceiros.
- Cesantes: 5 cruceiros, 1 cruz baja y 1 peto de ánimas.
- Viso: 5 cruceiros, 2 cruces altas y 1 peto de ánimas.
- Cedeira: 2 cruceiros y 2 petos de ánimas.
- Redondela: 5 cruceiros y 1 peto de ánimas.
- Chapela: 2 cruceiros y 1 peto de ánimas.
- Cabeiro: 2 cruceiros y 1 cruz baja.
- Quintela: 2 cruceros y 1 cruz baja.
- Sajamonde: 1 calvario, 1 cruceiro y 1 peto de ánimas.
- Trasmañó: 1 cruceiro y 2 cruces altas.
- Ventosela: 2 cruceiros.
- Vilar de Infesta: 2 cruceiros.
- Santo Esteban de Negros: 1 cruceiro.

### Iglesias
En el municipio de Redondela existe, al menos, una iglesia por cada parroquia, con las características peculiares y los elementos patrimoniales que contienen cada una de estas. De todas ellas es necesario destacar la importancia de la iglesia parroquial de Santiago de Redondela y de la iglesia barroca de Cedeira.
- Iglesia parroquial de Santiago de Redondela: Situada en el casco antiguo, en su zona más alta, está situada en pleno Camino de Santiago. Después de múltiples reconstrucciones la iglesia actual está datada en el siglo XVI y es de estilo gótico tardío.
- Iglesia parroquial de Cedeira: Construida antes del siglo XVIII se procede en dicho siglo su ampliación. Resulta de esto una iglesia barroca de cruz latina con una sola nave distribuida en dos tramos, conservándose sin apenas alteraciones hasta hoy.
- Convento de Vilavella: Situado en la parroquia de Redondela, fue fundado en el 1501 y estuvo ocupado por las monjas de San Lorenzo Justiniano. De su trazado original se conserva la iglesia de cinco tramos.

### Grabados rupestres
Existen diversos:
- Grabado Rupestre Coto Do Corno
- Grabado Rupestre Monte Do Castro

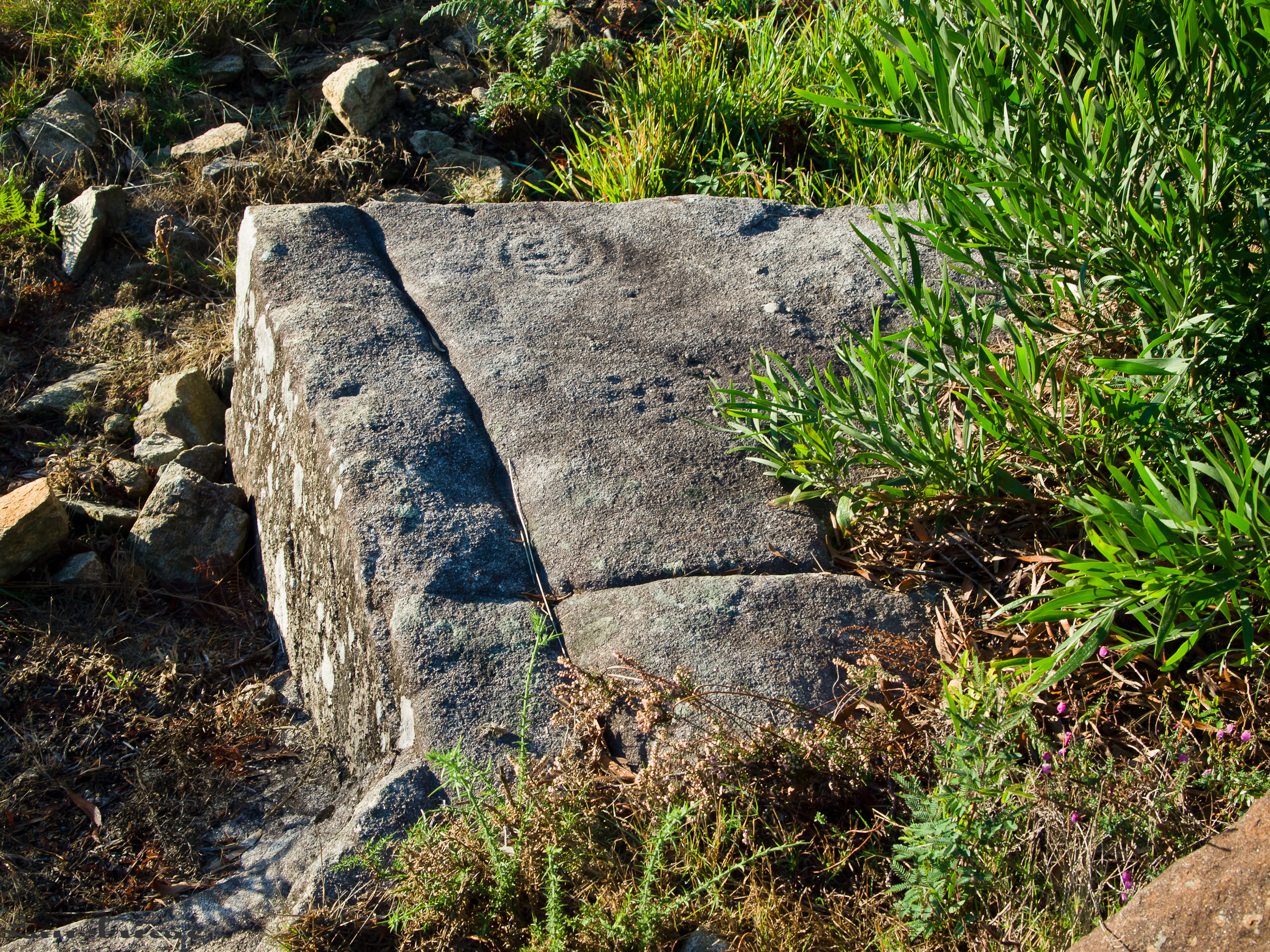
Petroglifos do Monte da Peneda

- Grabado Rupestre Monte Da Peneda, Bien de Interés Cultural.
- Grabado Rupestre Nogueira
- Grabados rupestres de Ventosela

### Otros lugares de interés
- Isla de San Simón
- Ensenada de San Simón
- Puente de Rande
- Rego das Maceiras